# Acarigua
Acarigua è una città del Venezuela nordoccidentale nello stato di Portuguesa.
Ha circa 147 000 abitanti ed è stata fondata il 29 settembre del 1620 in corrispondenza di un insediamento indigeno omonimo. 
La città è un importante centro commerciale nella regione dei llanos, i principali prodotti sono la canna da zucchero, il cotone, il granturco ed il riso.
Si segnalano anche segherie e caseifici.